# Danielowice
Danielowice (deutsch:  Dammelwitz) ist ein Ort in der Landgemeinde Domaniów im Powiat Oławski der Woiwodschaft Niederschlesien in Polen. 
Ortsteil von Danielowice ist der Weiler Gostkowice (Eulendorf).

## Geographie
Das Straßendorf Danielowice liegt drei Kilometer nordwestlich von Domaniów (Thomaskirch), etwa 16 Kilometer südwestlich von Oława (Ohlau) und 35 Kilometer südlich von Breslau in der Nizina Śląska (Schlesische Tiefebene).
Nachbarorte von Danielowice sind im Norden Radłowice (Radlowitz), im Nordosten Piskorzówek (Klein Peiskerau), im Südosten Domaniów (Thomaskirch) und im Südwesten Kuchary (Kochern).

## Geschichte
Der Ort wurde im 13. Jahrhundert erstmals als Danielowicz erwähnt.
Nach dem Ersten Schlesischen Krieg 1742 fiel Dammelwitz zusammen mit dem größten Teil Schlesiens an Preußen. 1783 zählte der Ort ein herrschaftliches Vorwerk, eine Mühle, acht Gärtnerstellen und 85 evangelische Einwohner.
Nach der Neugliederung Preußens gehörte die Landgemeinde Dammelwitz ab 1815 zur Provinz Schlesien und war ab 1816 dem Landkreis Ohlau eingegliedert. 1874 wurde der Amtsbezirk Haltauf gegründet, welcher die Landgemeinden Dammelwitz, Eulendorf, Haltauf, Klein Peiskerau, Kochern und Radlowitz und die Gutsbezirke Dammelwitz, Eulendorf, Haltauf, Klein Peiskerau und Kochern umfasste. 1885 zählte der Ort 59 Einwohner.
1933 und 1939 zählte Dammelwitz 168 Einwohner. Bis 1945 befand sich der Ort im Landkreis Ohlau.
Als Folge des Zweiten Weltkriegs fiel Dammelwitz wie fast ganz Schlesien 1945 an Polen, wurde in Danielowice umbenannt und der Woiwodschaft Breslau angegliedert. Die deutsche Bevölkerung wurde, soweit sie nicht vorher geflohen war, weitgehend vertrieben. Die neu angesiedelten Bewohner waren zum Teil Heimatvertriebene aus Ostpolen. 1999 kam der Ort zum Powiat Oławski in der Woiwodschaft Niederschlesien.

## Sehenswürdigkeiten
- Mausoleum im klassizistischen Stil ist die Grabstätte der Familie anders. Das frühere Schloß im Nordosten wurde in den 60er Jahren des 20. Jahrhunderts bis auf den Keller abgetragen, heute steht dort eine Schule.[6]
- Historische Vorwerksgebäude
- Steinerne Wegekapelle